# Conventional Prompt Strike
Der Conventional Prompt Strike (CPS, vormals Prompt Global Strike (PGS; deutsch „umgehender, weltweiter Schlag“)) ist ein seit der Jahrtausendwende bestehendes Rüstungsvorhaben zur Umsetzung einer Militärstrategie der Streitkräfte der Vereinigten Staaten. Durch PGS soll es diesen möglich sein, jedes beliebige Ziel innerhalb einer Stunde zu treffen, was bisher lediglich mit Interkontinentalraketen zu realisieren wäre. Ein solcher Einsatz könnte aber, auch wenn sie mit konventionellen Sprengköpfen bestückt wären, von unbeteiligten Atommächten leicht fehlinterpretiert werden. Die Waffen des PGS basieren auf verschiedenen Konzepten, etwa Hyperschallwaffen, die von Kritikern als destabilisierend gesehen werden. Diesbezügliche Befürchtungen werden jedoch auch bezweifelt.

## Geschichte
Am 10. Januar 2003 legte der revidierte Unified Command Plan des US-Verteidigungsministeriums eine neue Aufgabe für das US Strategic Command (USSTRATCOM) (Strategisches Kommando der USA) fest: Global-Strike. Dieser „vereinheitlichte Führungsplan“ definierte die neue Strategie als die

„Vorlage einer ganzheitlichen Planung für einen weltweiten Schlag und die Hilfestellung bei Führungs- und Lenkungsaufgaben, um rasche kinetische (nukleare und konventionelle) und nicht-kinetische (Bestandteile von Weltraum- und Nachrichtendiensteinsätzen) Präzisionskampfmittel erhöhter Reichweite zur Unterstützung von Zielsetzungen auf [auswärtigen] Kriegsschauplätzen und im Land selbst bereitzustellen.“

„Das USSTRATCOM (wie zuvor das Strategische Luftkommando (SAC) und die US Navy) haben seit Jahrzehnten Fertigkeiten zu einem Global-Strike gemäß dem Single Integrated Operational Plan (SIOP) bereitgestellt, aber der SIOP wurde 2003 formell fallengelassen und durch den Operations Plan (OPLAN) 8044 ersetzt.“ Die Namensänderung spiegele die Bemühung wider, den sehr umfangreichen SIOP in eine Familie kleinerer, flexibler Einsatzpläne umzuwandeln, um angemessener auf den Niedergang der Sowjetunion, den Aufstieg Chinas und die Planung von Maßnahmen gegen Lieferanten von Massenvernichtungswaffen einzugehen, heißt es seitens des Nuclear Information Project. – „Global Strike unterscheidet sich von OPLAN 8044. Er konzentriert sich auf kleine, umgehende und vorbeugende Schläge gegen Massenvernichtungswaffen-(ziele) überall auf (und unter) der Erdoberfläche. Die militärische Durchführung der Global-Strike-Mission ist der Contingency Plan 8022 (CONPLAN 8022), der im Herbst 2004 in Kraft trat.“
Presseberichten zufolge haben allein die USA im Jahr 2020 mehr als drei Milliarden Dollar in die Entwicklung entsprechender Waffensysteme investiert. Einige Wissenschaftler bezeichnen die  Hyperschallwaffen als „Hype“.
Als Reaktion auf PGS entwickelte Russland laut dem russischen Verteidigungsministerium die RS-28 „Sarmat“ Interkontinentalrakete.

## Mögliche Trägersysteme
- Konventionell bestückte Interkontinentalraketen oder U-Boot-gestützte ballistische Raketen (SLBM) oder Hyperschallgeschwindigkeits-Gleitfluggeräte wie das chinesische DF-ZF.
- Hyperschall-Flugkörper wie die Boeing X-51 oder das Hypersonic Technology Vehicle 2.
- Kinetische Waffen in Raumflugkörpern in der Umlaufbahn.